# Андрей Ярославич
Андре́й Яросла́вич (?—1264) — великий князь владимирский (1248—1252), князь суздальский (1256—1264). Сын великого князя Ярослава Всеволодовича, младший брат Александра Невского.

## Биография
Когда после победы над шведами Александр Ярославич был изгнан из Новгорода и рыцари Ливонского ландмайстерства Тевтонского ордена после захвата Пскова начали подступать к Новгороду (зима 1240/41), новгородцы вновь обратились за князем к Ярославу Владимирскому. Тот хотел прислать им Андрея, но те вытребовали Александра. Андрей привёл владимирские полки на Чудское озеро в 1242 году. В 1247 году, после смерти отца, Андрей с Александром поехали в Улус Джучи в ставку Батыя, а оттуда в Монголию, в ставку великого хана Гуюка, который вопреки желанию Батыя дал Андрею великокняжеский ярлык на княжение во Владимире.
В 1250 году Андрей женился на Анастасии — дочери Даниила Галицкого (венчал митрополит Кирилл II, сподвижник Даниила) и стал его союзником в противостоянии ордынцам.
Однако во Владимире Андрей княжил недолго. В 1251 году при поддержке войск Батыя новым великим ханом стал Мунке, а в 1252 году Александр поехал на Дон к Сартаку, сыну Батыя, управлявшему тогда Улусом Джучи. По предположению Василия Татищева, Александр обвинял Андрея в неполной выплате выхода, и эта точка зрения получила широкое распространение в историографии, хотя последовавший затем поход Неврюя против Андрея, как и поход Куремсы на Даниила Галицкого, фактически были ударами по непокорным Сараю князьям после смены власти в Каракоруме. Александр получил ярлык на великое княжение.
Узнав о продвижении противника, Андрей, по сообщению Никоновской летописи, воскликнул: «Доколе нам между собой ссориться и наводить татар; лучше бежать в чужую землю, чем дружиться с татарами и служить им!». Он встретил их под Переславлем, был разбит, сначала искал спасения в Новгороде, потом во Пскове, далее в Ревеле, откуда затем удалился в Швецию. Некоторые историки считают рассказ о жалобе Александра Ярославича на Андрея Ярославича вымыслом, а лишение Андрея Ярославича княжения связывают с его отказом ехать в Орду.
По мнению Николая Карамзина, Андрей Ярославич не показал достойной мудрости, решил лучше отказаться от престола, чем быть данником Батыя, и тайно бежал из Владимира. Татарские воеводы, которые и так уже шли наказать его за какое-то ослушание, сразились с малой княжеской дружиной под Переславлем. Карательные отряды, обрадованные случаем мстить россиянам как мятежникам, устроили ужасный грабёж, «брали скот, людей», и с добычей удалились. Александр, который как раз в это время был в Орде, пытаясь оправдать непокорного брата, с большим трудом унял гнев хана
В 1256 году Андрей Ярославич вернулся на Русь и был принят Александром, который помирил его с ханом. Согласно некоторым источникам, Андрей при этом занял Городец и Нижний Новгород. Суздаль, в котором жил Андрей после возвращения, Александр хотел дать Андрею в удел, но не решился на это без воли хана. Сохранилось известие, что Андрей по смерти Александра (1263) добивался законного (в соответствии с лествичным правом) великого княжения, но хан Берке оказал предпочтение его младшему брату, Ярославу. После его смерти в следующем 1264 году Городецким князем стал Андрей Александрович, сын Невского, а дети Андрея оставили в своём владении Суздаль.
Андрей Ярославич — предок суздальских (затем нижегородских, затем шуйских) князей. Из них Александр Васильевич в 1328—1331 и Дмитрий Константинович Суздальский в 1359—1362 годах становились на короткое время великими князьями Владимирскими. С середины XV века бывшие князья суздальские и нижегородские носили фамилию Шуйские, по названию удела. Потомками Андрея Ярославича были Иван Петрович Шуйский, Михаил Васильевич Скопин-Шуйский и царь Василий Иванович IV Шуйский, царствовавший с 1606 по 1610 год.

## Потомки
- Юрий Андреевич — князь суздальский (1264—1279)
- Михаил Андреевич († 1305) — князь суздальский.
- Василий Андреевич — князь суздальский (до 1309 г.)
  - Александр Васильевич — князь суздальский (1327—1332)
  - Константин Васильевич — князь суздальский (1309—1355), с 1350 — князь суздальско-нижегородский
    - Андрей Константинович — князь суздальско-нижегородский (1355—1365)
    - Димитрий Константинович — князь суздальский (1356—1383), великий князь суздальско-нижегородский (1365—1383), великий князь владимирский (1359—1362)
      - Василий Кирдяпа (ок. 1350—1403), удельный князь суздальский, родоначальник князей Шуйских
      - Симеон Дмитриевич, умер в 1402 году в изгнании в Вятке; родоначальник князей Горбатых-Шуйских и Глазатых-Шуйских.

    - Борис Константинович — удельный князь городецкий, великий князь Нижегородский в 1365 году, 1383—1387 и 1389—1392 годах.

## Образ в кино
- Даниил — князь Галицкий (СССР) (1987), режиссёр Олесь Лупий. В роли Андрея Ярославича — Юрий Вотяков